# كريس كلوغ
كريس كلوغ (بالإنجليزية: Chris Klug)‏ هو متزلج على الثلوج أمريكي، ولد في 18 نوفمبر 1972 في دنفر في الولايات المتحدة.

## وصلات خارجية
- الموقع الرسمي
- كريس كلوغ على موقع الاتحاد الدولي للتزلج (ركوب لوح الثلج) (الإنجليزية)
- كريس كلوغ على موقع اللجنة الأولمبية الدولية (الإنجليزية)
- كريس كلوغ على موقع أوليمبيديا (الإنجليزية)